# Lehtonen (ö i Kajanaland, Kajana, lat 64,37, long 27,76)
Lehtonen är en ö i Finland. Den ligger i sjön Ule träsk och i kommunen Paldamo i den ekonomiska regionen  Kajana ekonomiska region  och landskapet Kajanaland, i den centrala delen av landet, 500 km norr om huvudstaden Helsingfors. Öns area är 13,8 hektar och dess största längd är 0,8 kilometer i öst-västlig riktning.